# 马尼夫赖
马尼夫赖（法語：Magnivray，法語發音：[maɲivʁɛ]）是法国上索恩省的一个市镇，属于吕尔区。

## 地理
马尼夫赖（47°46'51"N, 6°28'13"E）面积4.76 平方千米，位于法国勃艮第-弗朗什-孔泰大區上索恩省，该省份为法国东部内陆省份，北起顺时针与孚日省、贝尔福地区省、杜省、汝拉省、科多尔省和上马恩省接壤。
与马尼夫赖接壤的市镇（或旧市镇、城区）包括：拉布吕耶尔、贝尔蒙、拉科比耶尔、里尼奥韦勒。

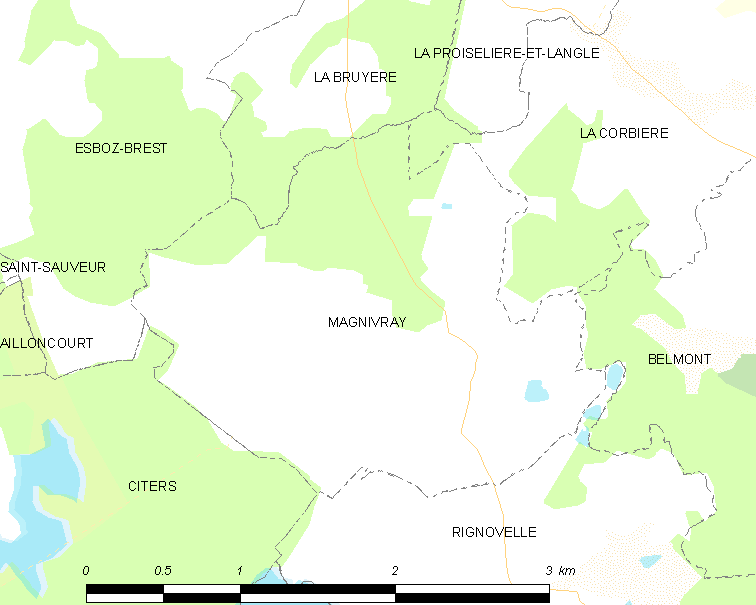
马尼夫赖的OSM定位图

马尼夫赖的时区为UTC+01:00、UTC+02:00（夏令时）。

## 行政
马尼夫赖的邮政编码为70300，INSEE市镇编码为70314。

## 政治
马尼夫赖所属的省级选区为梅利塞县。

## 人口

1962-2008年间马尼夫赖人口变化图示

马尼夫赖于2022年1月1日时的人口数量为164人。